# D459 (Haut-Rhin)
De D459 is een departementale weg in het Oost-Franse departement Haut-Rhin. De weg loopt van de grens met Vosges via Sainte-Marie-aux-Mines naar Lièpvre. In Vosges loopt de weg verder als D459 naar Saint-Dié-des-Vosges en Lunéville.

## Geschiedenis
Oorspronkelijk was de D459 onderdeel van de N59. In 2006 is de weg overgedragen aan het departement Haut-Rhin, omdat de weg geen belang meer had voor het doorgaande verkeer vanwege de parallelle weg N159. Ook is, op de plaatsen waar de N59 als autoweg over een nieuwe route loopt, de oude route (N2059) bij de D590 gevoegd.